# Palazzo Correr già Contarini

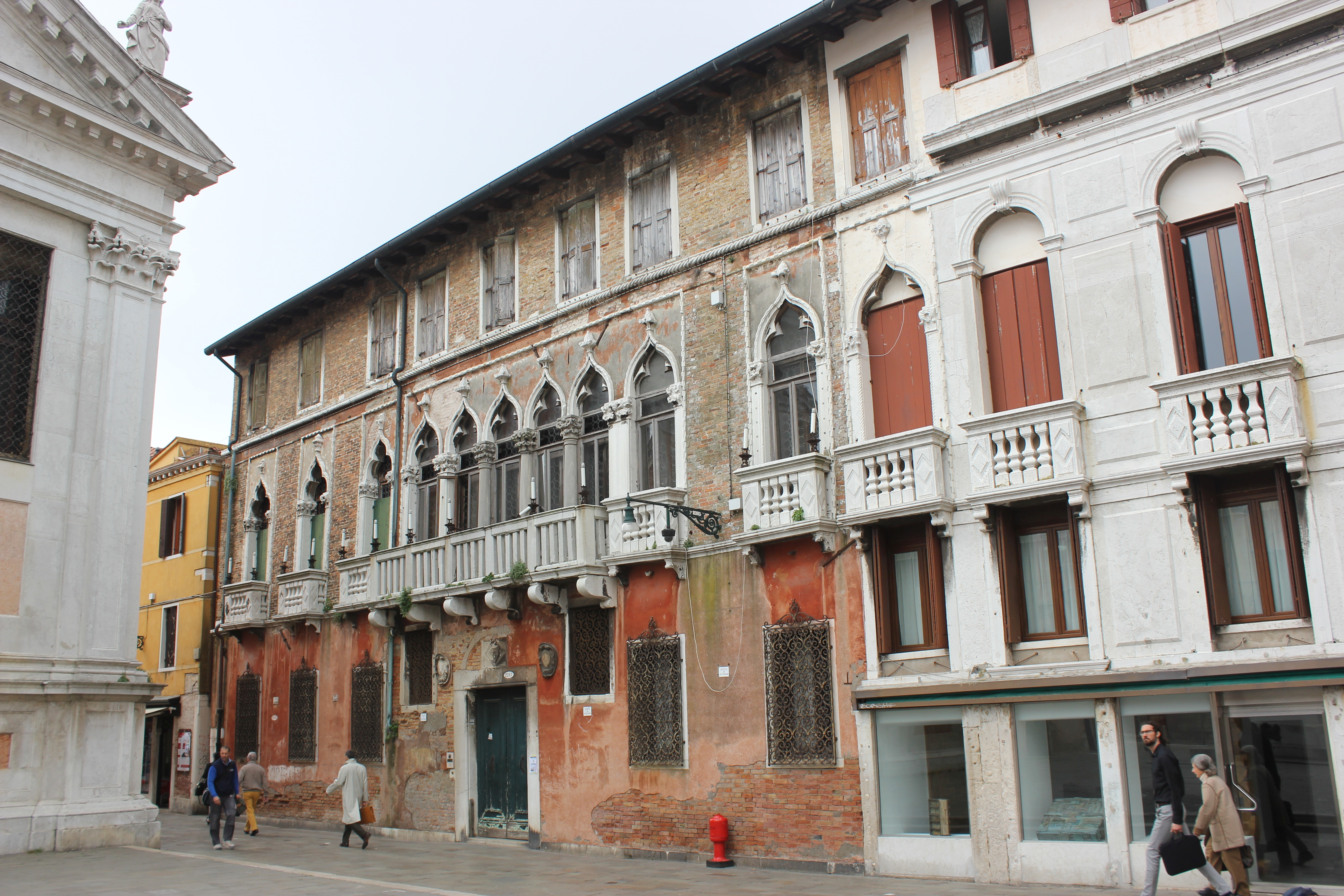
Links die Kirche Santa Fosca, rechts der Palazzo Correr

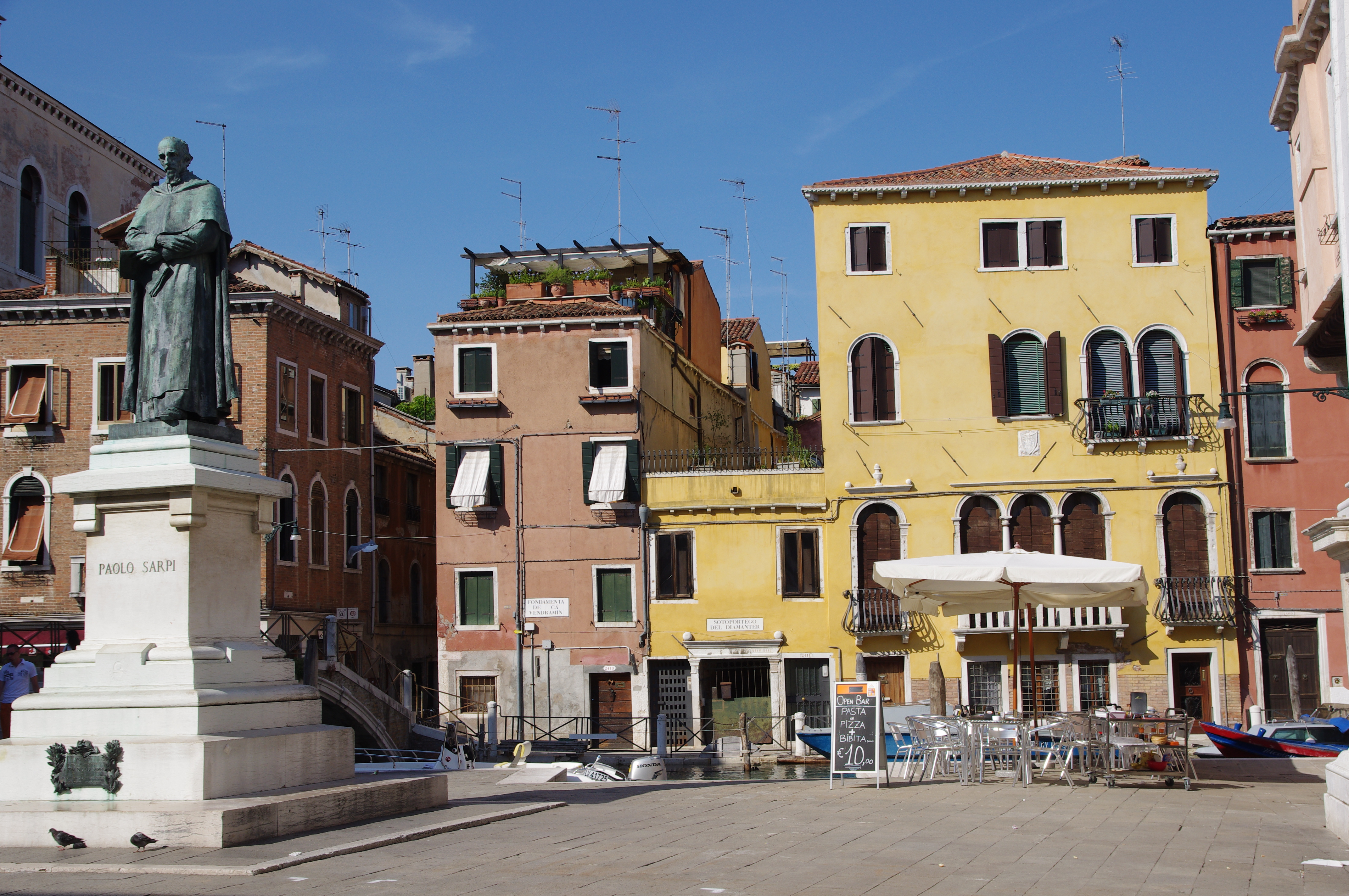
Blick vom Correr-Palast auf den Campo S. Fosca mit dem Denkmal für Paolo Sarpi (1552–1623)

Der Palazzo Correr già Contarini, auch Palazzo Correr a Santa Fosca genannt, ist ein Stadtpalast der Familie Correr (oder Corraro) in Venedig, der im 15. Jahrhundert im gotischen Stil errichtet wurde. Der Palast befindet sich an der Strada nova und trägt die Adresse Cannaregio 2217; dabei blickt er auf den Campo Santa Fosca, auf dem sich die Statue des Paolo Sarpi befindet.
Erbaut hat den Palast die Familie Contarini, also die Familie, die die meisten Dogen stellte. Sie verkaufte das Bauwerk im 17. Jahrhundert an die Familie Correr, die gleichfalls von großer Bedeutung war, denn sie stellte zehn Prokuratoren und Papst Gregor XII. (1406–1415). Zu dieser Zeit bestand das Anwesen aus zwei benachbarten und miteinander verbundenen baulichen Kernen aus dem 15. Jahrhundert, die die Correr einem Umbau unterzogen, der mit dem kleineren Gebäude begann. Dieses erhielt dementsprechend eine in seiner Zeit moderne Fassade nach barocken Vorstellungen. Die Durchführung wird Andrea Tirali (1660–1737) zugeschrieben. Doch die Arbeiten kamen nicht weiter voran und mussten schließlich eingestellt werden. Der Haupteingang des Gebäudes befindet sich neben der Kirche Santa Fosca, während die Nebeneingänge sich in der Calle Correr und am Rio della Maddalena befinden, der nur per Boot erreichbar ist.
Das Gebäude besitzt über dem Erdgeschoss zwei Stockwerke, wobei das erste Stockwerk am prächtigsten ausgebaut ist. Heute befindet sich in den Räumen des Palastes das Istituto Romeno di Cultura e Ricerca Umanistica, das dort erstmals 1928 eine Räumlichkeit erwarb; 1930 waren es bereits 25 Räume. Doch 1940 musste das Haus geschlossen werden, dem Bauwerk drohte der Verfall. Allerdings ersuchte die Kommune Venedig den Staat Rumänien 1988 um Wiedereinrichtung des Instituts und 1992 konnte die Casa Romena wiedereröffnet werden. Das Institut hieß nunmehr Istituto Romeno di Cultura e Ricerca Umanistica. Die Bibliothek umfasst inzwischen mehr als 12.000 Werke.
Wie viele der Paläste Venedigs, so ging auch dieser in der Ära nach Napoleon zahlreicher Kunstwerke verlustig. Ein Deckenbild von Giambattista Tiepolo wurde im 19. Jahrhundert abgenommen und nach Köln verbracht, wo es im Zweiten Weltkrieg verbrannte. Zwei Friese aus der Hand seines Sohnes Giandomenico, die ebenfalls für diesen Palast geschaffen worden waren, gelangten in den Palazzo Contarini Polignac, wo sie sich bis heute befinden.